# Nieblia
Genre
Synonymes
- Mitobatulina Mello-Leitão, 1941
- Macuchicola Mello-Leitão, 1943

Nieblia est un genre d'opilions laniatores de la famille des Cranaidae.

## Distribution
Les espèces de ce genre se rencontrent en Équateur et en Colombie.

## Liste des espèces
Selon World Catalogue of Opiliones (12/08/2021) :
- Nieblia armatissima (Mello-Leitão, 1941)
- Nieblia arthrocentrica (Mello-Leitão, 1943)
- Nieblia festae Roewer, 1925

## Publication originale
- Roewer, 1925 : « Opilioniden aus Süd-Amerika. » Bollettino dei Musei di Zoologia e di Anatomia Comparata della Reale Università di Torino, vol. 40, p. 1–34.